# Tempio votivo (Venezia)
Il Tempio votivo è un sacrario e ossario militare dove giacciono i caduti delle due guerre mondiali ed è situato sull'isola del Lido di Venezia. La chiesa, intitolata a Santa Maria Immacolata, è di proprietà del patriarcato di Venezia con diritto d'uso a favore del Commissariato generale per le onoranze ai caduti in guerra e si trova in riviera Santa Maria Elisabetta di fronte alla laguna.

## Storia

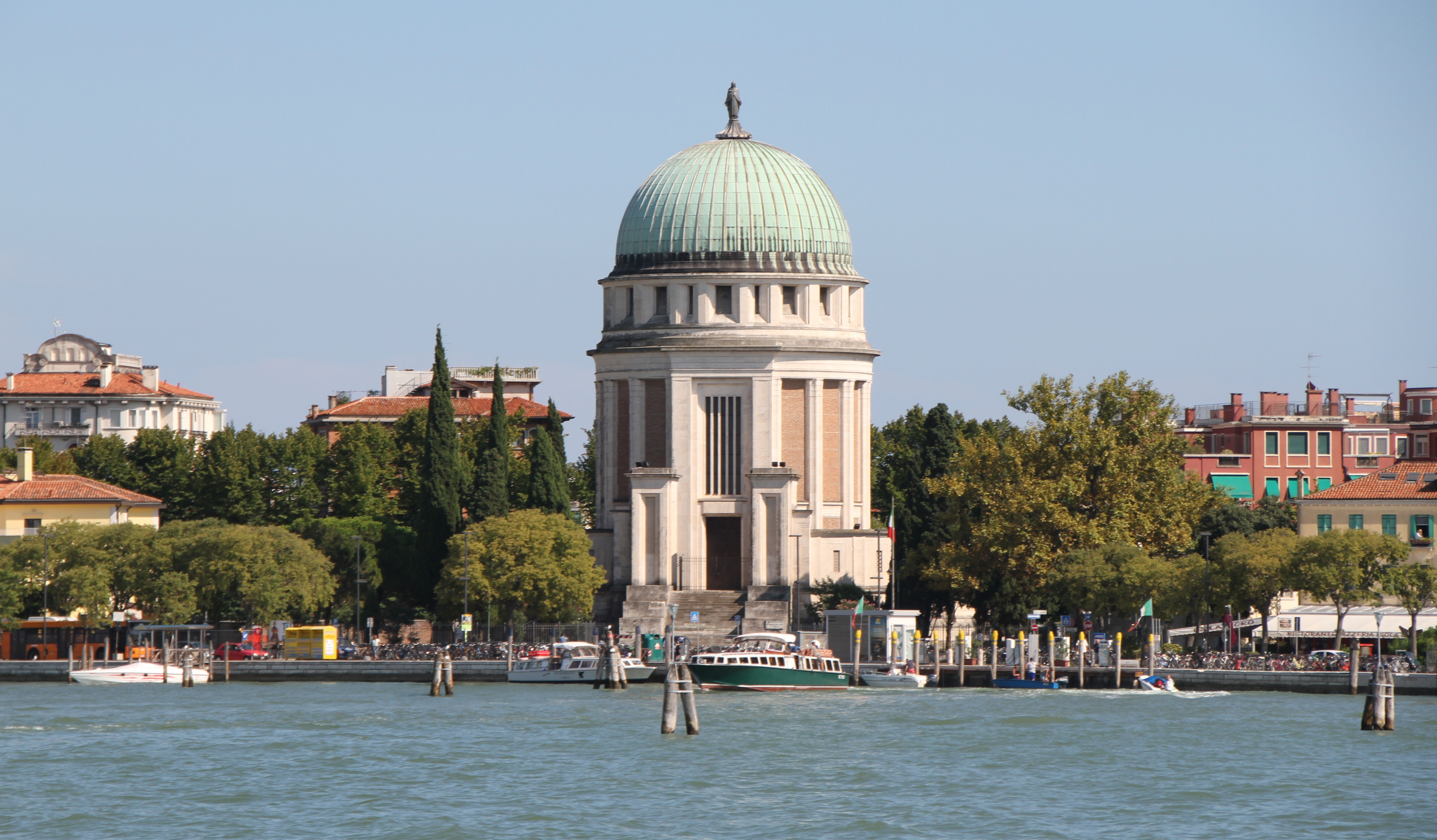
Vista dalla laguna.

L'inizio della sua storia risale al 15 agosto 1916, giorno dell'Assunta, durante la prima guerra mondiale, quando il patriarca di Venezia Pietro La Fontaine consacrò la città alla protezione della Madonna Immacolata e nell'omelia del Natale dello stesso anno fece voto di costruire un Tempio a Lei dedicato se la città fosse uscita indenne dagli attacchi nemici.
(Pietro La Fontaine, dall'omelia del 25 dicembre 1916)
Tale voto fu solennemente formalizzato il 6 gennaio 1917 davanti all'altare della Madonna Nicopeia nella basilica di San Marco.
Terminato il conflitto, furono presentati gratuitamente vari progetti e venne scelto quello dell'architetto Giuseppe Torres che fu approvato dal sindaco Filippo Grimani il 15 luglio 1919. Il progetto prevedeva la costruzione in un terreno in località Quattro Fontane di un nuovo tempio che avrebbe dovuto sostituire la piccola chiesa di Santa Maria Elisabetta, ormai insufficiente ad accogliere la crescente popolazione del Lido. L'entusiasmo popolare permise di raccogliere fino al giugno del 1919 offerte per una somma di 116 687,84 lire da aggiungere allo stanziamento di 30 000 lire che il Comune aveva inizialmente previsto per l'ampliamento della chiesa di Santa Maria Elisabetta. Nel 1924 venne scelta un'area diversa da quella precedentemente individuata e l'8 dicembre 1925, con la posa della prima pietra alla presenza del Patriarca, di Emanuele Filiberto di Savoia e delle autorità cittadine, iniziò finalmente  la sua costruzione.

Il 9 giugno 1928 venne solennemente benedetta la cripta dove il giorno seguente venne traslato e inumato il feretro di Romualdo Guicciardi, caposquadra del battaglione Dirigibilisti, nato a Nonantola il 1º agosto 1892, perito nel corso di un attacco aereo l'8 giugno 1915 nella zona di Campalto e considerato il primo morto di guerra per la difesa di Venezia.
A metà del 1929 venne avviato un piano per trasformare la cripta del tempio in un ossario militare. A partire dall'agosto del 1930 vennero portati i resti di 2 690 caduti della grande guerra provenienti dai dismessi cimiteri di guerra di Venezia, Chioggia, Cà Gamba, Gambarare e al termine del secondo conflitto mondiale altri 499 corpi dai cimiteri di Battaglia Terme, Venezia San Michele, Mestre, Mirano e da vari cimiteri di guerra della Grecia, Albania e Jugoslavia.

Un rallentamento dei lavori per mancanza di fondi venne risolto dall'intervento diretto del patriarca La Fontaine e di Mussolini il quale fece stanziare 2 milioni di lire dal governo  per concludere un'opera di cui si era inteso da subito più l'errore di collocazione e il sostanziale fuori scala che l'alto impegno morale e retorico che ne aveva decretato la creazione. Dopo la morte dell'architetto Torres nel 1935, l'ingegner Umberto Fantucci, già direttore tecnico dei lavori portò avanti il cantiere e nel 1937 chiesa e cupola vennero terminate, almeno nella parte strutturale, con importanti varianti rispetto al progetto originale. Nel 1942 la direzione del cantiere fu affidata all'architetto Angelo Scattolin, già assistente di Torres. I lavori continuarono nel 1943, anno nel quale venne realizzato lo scalone. L'edificazione del Tempio venne completata con la collocazione sulla cupola della statua della Madonnina, opera dello scultore vicentino Giuseppe Zanetti (1891–1967)

A partire dalla sua inaugurazione fu sede di funzioni religiose, dapprima al piano superiore, poi dagli anni '60 solamente nella cripta inferiore. Con una convenzione stipulata il 19 novembre 1979 e perfezionata nel 2003 tra la Curia, proprietaria dell'immobile, e il Commissariato generale onoranze caduti in guerra, il Tempio votivo è diventato ufficialmente il sacrario militare di Venezia.
Dopo vari anni di chiusura è stato restaurato e riaperto al pubblico nel 2019.

## Architettura
Il tempio è un imponente edificio a pianta circolare con scalinata al centro.
Nella parte superiore vi è la chiesa e nella parte sottostante vi è la cripta a due ingressi. I loculi dei caduti si trovano nelle pareti e nei corridoi della cripta che è sorretta da colonne di marmo nero.

## Caduti

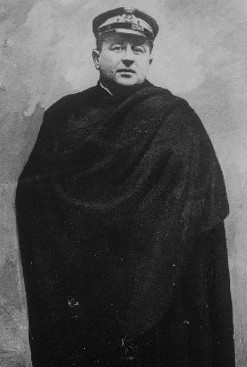
Nazario Sauro

All'interno del tempio giacciono in tutto 3 190 caduti delle due guerre mondiali:
- della prima guerra mondiale vi sono 2 691 caduti, 108 decorati al valor militare e 403 militi ignoti;
- per la seconda guerra mondiale 449 caduti, 58 decorati al valor militare, 110 militi ignoti e 43 ufficiali medaglie d'argento.

Tra i numerosi caduti qui tumulati vanno citati l'irredentista Nazario Sauro (dal 9 marzo del 1947), Giovanni Grion e 46 defunti del massacro di Treglia compiuto dai Tedeschi nell'ex Jugoslavia nel 1943. I defunti di Treglia sono raccolti in due grandi tombe comuni ai cui piedi vi è la salma del primo soldato morto per la difesa di Venezia.

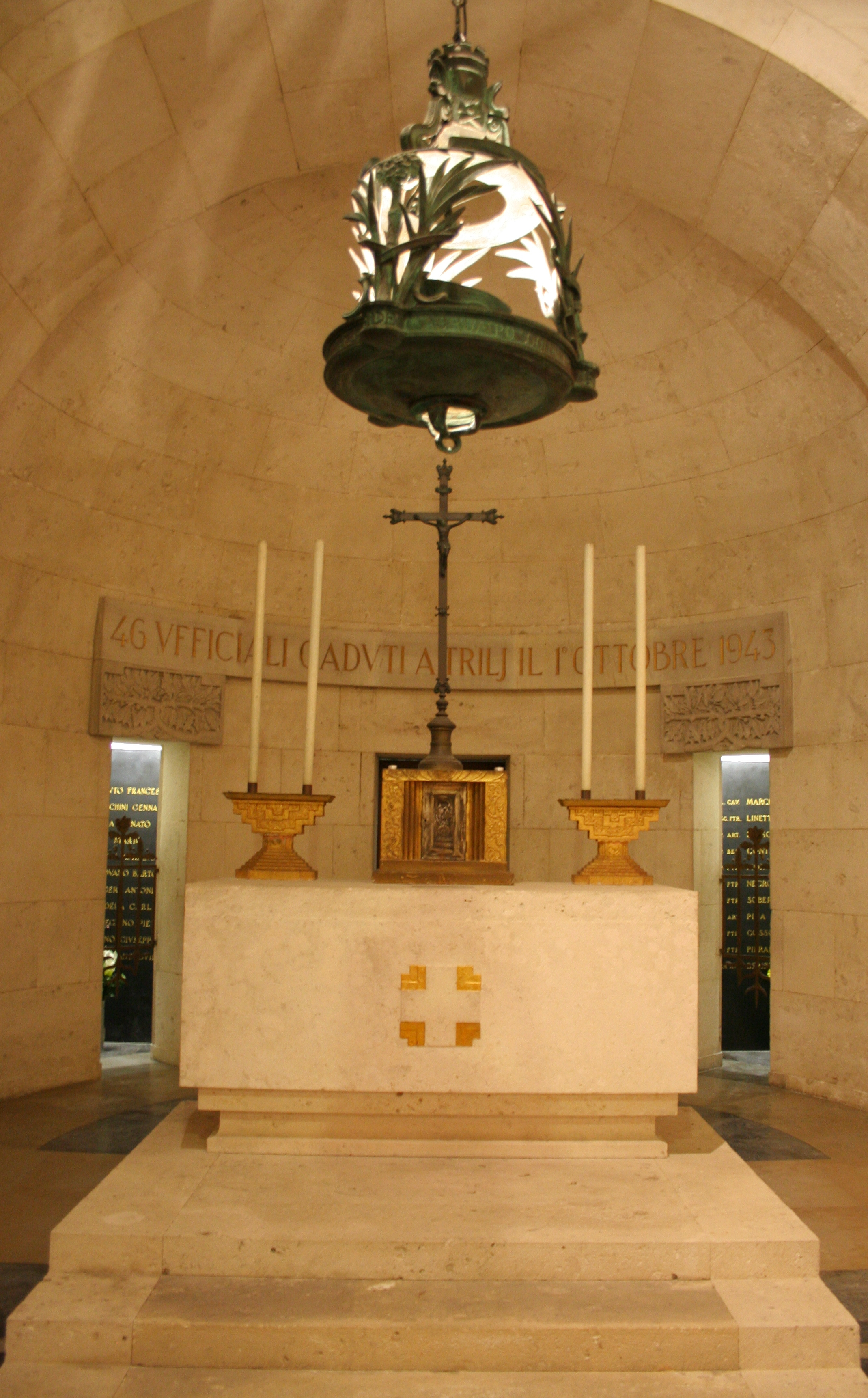
Il sacrario per gli ufficiali fucilati a Treglia

Il 12 luglio del 1935 venne qui tumulata la salma del cardinale Pietro La Fontaine, come da sua volontà testamentaria, per venire poi traslata nella cripta della basilica di San Marco l'8 luglio 1959.